# Kherszonészosz (krími polisz)
Kherszonészosz egykori görög városállam a Krím félszigeten, a mai Szevasztopol mellett, a középkori bizánci Herszón. Az i. e. 4. századbeli alapításától az 1300-as évek nomád dúlásáig maradt fenn.

## A megnevezések
A név görög nyelven egyszerűen azt jelenti: félsziget, ez voltaképpen a város létrejöttének helyét írja le (Görög: Χερσόνησος; Latin: Chersonesus, bizánci görög: Χερσών 'Herszón', keleti szláv elnevezése: Корсунь, Korszun, ukrán és orosz nyelven: Херсонес, Khersones; transzliteráltva mint Chersonese, Chersonesos, Cherson). Egyesek[forrás?] az „Ukrán Pompeji”, illetve az „Orosz Trója” nevekkel is illetik.

## Elhelyezkedése
Romjai a Fekete-tenger partján találhatók, a Krím félsziget délnyugati részén, Szevasztopol közelében.

## Létrejötte és története

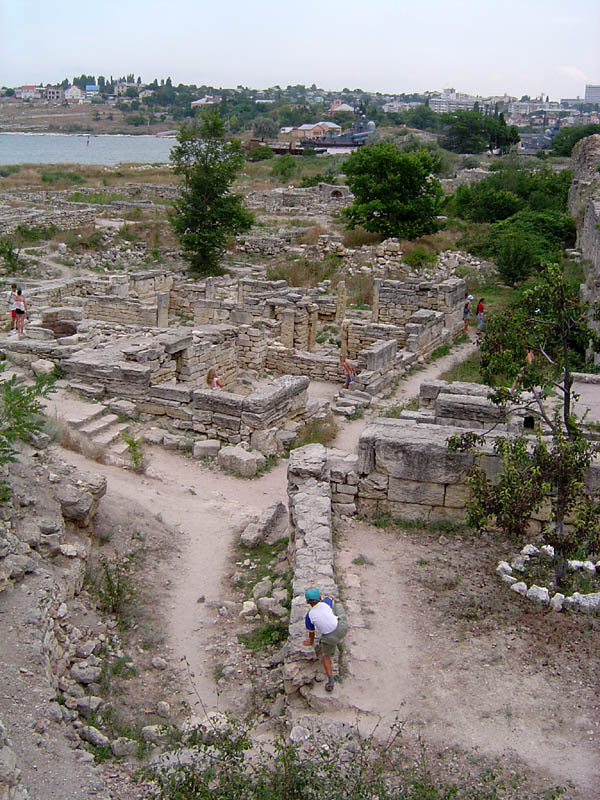
Kherszonészosz romjai

### Az ókorban
Görög telepesek alapították az i. e. 6. században (529/528-ban) a Krím félsziget délnyugati részén, amelyet akkoriban Taurikének neveztek. A kolóniát a Hérakleia Pontikéből – ma Karadeniz Ereğli – származó telepesek hozták létre.
A görög történelem klasszikus időszakában a városban egyfajta demokrácia volt. Arkhónokat (Damiorgi) választottak (ez mai kifejezéssel élve városi tanács lenne), akik a városállam ügyeiről döntöttek. A rendszernek az idő múlásával egyre több oligarchikus eleme lett, a hatalom az arkhónok kezében összpontosult. A város i. e. 3. századi, minden polgára által elmondott esküje fennmaradt a mai napig.[forrás?]
A klasszikus kor után, az i. e. 2. század végén a hellenisztikus Boszporoszi Királyság fennhatósága alá került, majd a szkíták uralták, hogy a rómaiak az i. e. 1. században befolyásuk alá vonják, a 4. században rövid ideig a hunok foglalták el 370-ben, majd ez után a Bizánci Birodalom része lett.

### A középkorban

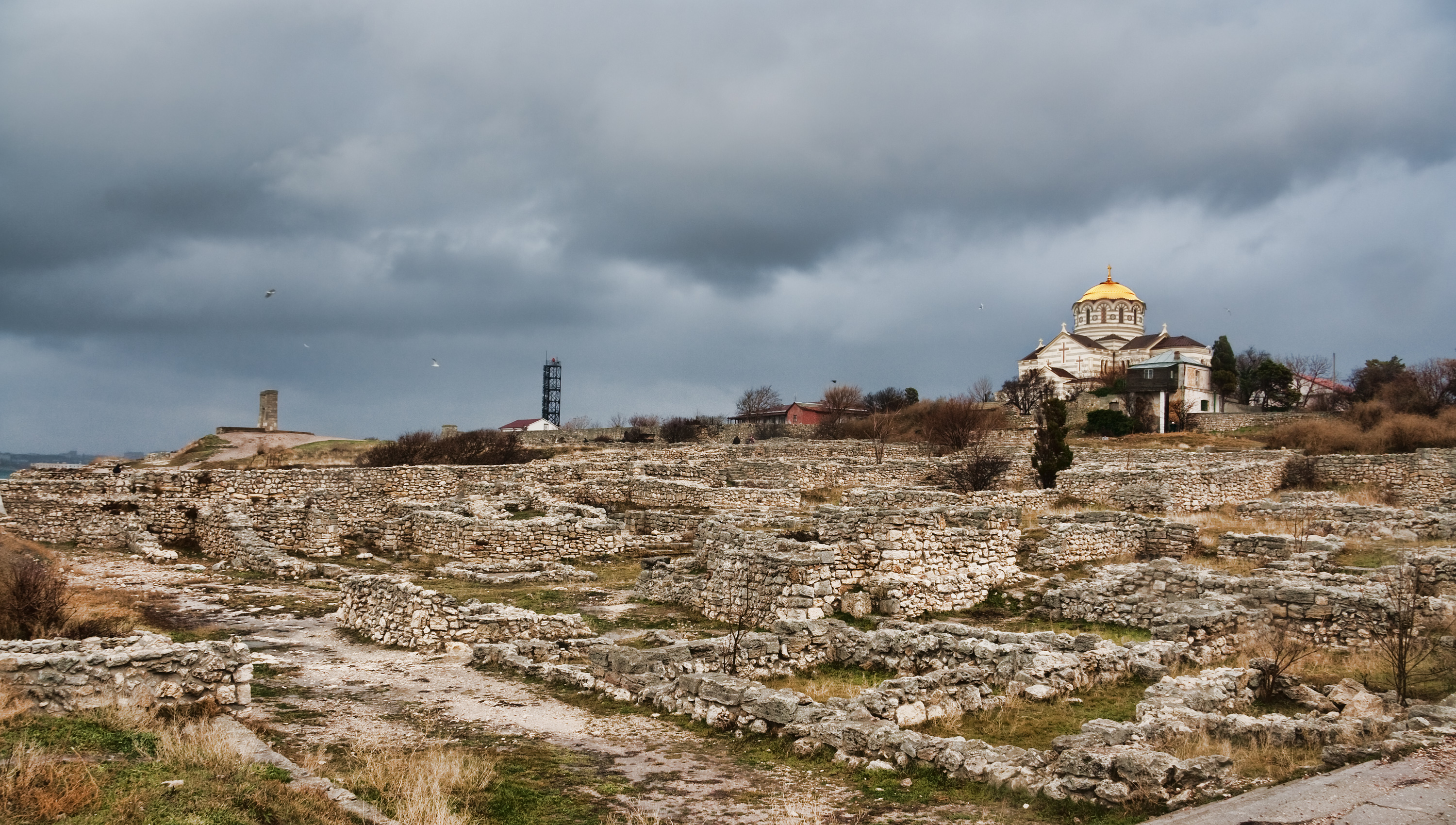
Romok

A bizánci uralom kedvezett a városnak, a helyőrség inkább védte, mint kontrollálta a várost. A város 581-ben ellenállt a belső-ázsiai göktürk támadásnak. Bizánc számára a város hasznos megfigyelési pont volt, ahonnan hírek érkeztek a barbár népekről. A város elszigeteltsége miatt többen is ide vonultak száműzetésbe, köztük I. Kelemen, I. Márton pápa és a trónfosztott II. Iusztinianosz bizánci császár. Rövid ideig a kazárok kezére került, a 690-es években a kazár tudun tartózkodási helye volt.
Theophilosz császár 838-ban Petrónasz Kamaterosz főnemest bízta meg a terület elfoglalásával. (Petronasz korábban a kazár Szarkel erődjének építését felügyelte.)
A város 980-ban rövid időre a Kijevi Rusz része lesz. A kijevi uralkodó, Nagy Vlagyimir végül is II. Baszileiosz húga, (Bíborbanszületett Anna) kezéért cserébe visszaadta a területet és felvette a keresztény hitet.
1043-ban, a kijevi-bizánci háborúban a várost kirabolták, kincseinek egy része végül Novgorodban kötött ki. (Az első novgorodi püspök egyébként az Ioakim Korszunyanyin nevet viselte, neve utalás lehet az egykori görög városra.) A novgorodi Szent Szófia székesegyházban a 20. századig őrizték az úgynevezett „Korszuni kincs”-et, ami tulajdonképpen egy rézkapu.
A negyedik keresztes hadjárat (1204) után, amikor a Bizánci Birodalom több államra bomlott, a város előbb a Trapezunti Császárság alá, majd az 1300-as évek elején Genovához került.
A tatárok és a mongolok 1229-ben kirabolták és lerombolták. 1299-ben a várost Nogaj kán csapatai is kifosztották. A következő évszázadban Egidu, a Fehér Horda uralkodója ismét lerombolta. Ekkor lakói a várost végleg elhagyták. A terület később az Oszmán Birodalom része lett.

### A város felújítása és mai állapota
A terület a 18. században orosz fennhatóság alá került. Ez időben indultak meg az ásatások és az antik épületek állagmegőrző felújításai. 1892-ben, Nagy Vlagyimir megkeresztelésének emlékére építették fel egy közeli kis dombon a Szent Vlagyimir székesegyházat. A Szovjetunió fennállása alatt a Krímet az Ukrán SZSZK-hoz csatolták.
Ukrajna hét csodájának egyike 2007 óta.